# Eugénie Vince
Eugénie Vince (18 czerwca 1987 w Saint-Nazaire) – francuska wioślarka.

## Osiągnięcia
- Mistrzostwa Świata U-23 – Glasgow 2007 – dwójka podwójna wagi lekkiej – 11. miejsce[1].
- Mistrzostwa Świata U-23 – Račice 2009 – czwórka podwójna wagi lekkiej – 7. miejsce[1].
- Mistrzostwa Europy – Montemor-o-Velho 2010 – dwójka podwójna wagi lekkiej – 7. miejsce[1].